# Cita en el Azul Profundo
Cita en el Azul Profundo es la cuarta novela del escritor chileno Roberto Ampuero sobre el detective privado Cayetano Brulé. Publicada en 2001, fue precedida por ¿Quién mató a Cristián Kustermann? (1993), Boleros en La Habana (1994) y El alemán de Atacama (1996), y sucedida por Halcones de la noche (2005), El caso Neruda (2008) y Bahía de los misterios (2013).

## Trama
El detective Cayetano Brulé se encuentra en el Azul Profundo, un restaurante de Santiago de Chile, esperando a un misterioso personaje que lo contactó por teléfono, en su oficina del edificio Turri en Valparaíso, para juntarse en el lugar señalado. Se sirve un mojito en el bar y cuando cree haber divisado a su futuro cliente, aparecen dos personas en motocicletas que acribillan a través de la ventana al sujeto, quien cae muerto junto a su maletín. Uno de los motociclistas se acerca por la ventana rota y roba el maletín, escapando rápidamente del lugar. Una vez en su oficina, Cayetano recibe un mensaje por correo, que contiene una carta de Lecuona, el cubano muerto en el restaurante, con un adelanto por el trabajo. Cayetano se embarca en la búsqueda de los asesinos de Lecuona, para lo cual tiene una solo pista que recibió de este: Delenta est Australopitecus.